# جبريل مارين
جبريل مارين (بالرومانية: Claudiu Marin)‏ هو مجدف روماني، ولد في 23 أغسطس 1972 في Munteni ‏ في رومانيا.

## وصلات خارجية
- جبريل مارين على موقع الاتحاد الدولي للتجديف (الإنجليزية)
- جبريل مارين على موقع أوليمبيديا (الإنجليزية)
- جبريل مارين على موقع اللجنة الأولمبية الرومانية (الرومانية)